# Kludeeg
En kludeeg er et træ, som i folketroen er helligt og kan helbrede sygdom. Den syge skal efterlade et stykke tøj på træet, deraf navnet kludeeg. Nogle kludeege har også et naturligt hul, som patienter kan kravle igennem og opnå magiske ting.
Der findes kludeege mange steder i Danmark.

## Bistrupskovene på Midtsjælland
Kludeegen ved Bistrupskovene på Midtsjælland var indtil sin død i august 2003 Danmarks tredjeældste eg efter Kongeegen ved Jægerspris og Ulvedalsegen i Jægersborg Dyrehave.
Træet var 600–900 år gammelt.
Kludeegen var mere end 30 meter højt og havde en omkreds på 12,5 meter.
Specielt i efterkrigsårene ophængte tuberkulosepatienter tøjstykker og femører på træet.

## Leestrup Skov
Kludeegen i Leestrup Skov er et "klogt træ". Ifølge folketroen kunne kloge træer helbrede forskellige sygdomme og skavanker, som barnløshed. Oprindeligt var Kludeegen et "hul-træ" dvs. med en åbning, som den syge skulle igennem, ofte nøgen. Til ceremonien kunne høre, at den skrantende tog en smule bark med og hængte et tøjstykke op på træet.